# Lixnaw
Lixnaw is een plaats langs de verkeersweg R557 in het Ierse graafschap County Kerry. De plaats telt 248 inwoners.